# Riaucourt
Riaucourt település Franciaországban, Haute-Marne megyében. Lakosainak száma 409 fő (2022. január 1.). Riaucourt Bologne, Brethenay, Darmannes és Treix községekkel határos.

## Népesség
A település népessége az elmúlt években az alábbi módon változott:
| Lakosok száma | 320  | 408  | 445  | 478  | 435  | 459  | 473  | 477  | 454  | 409  |
|               | 1968 | 1982 | 1990 | 2006 | 2013 | 2015 | 2017 | 2019 | 2020 | 2022 |